# Memphis and Charleston Railroad

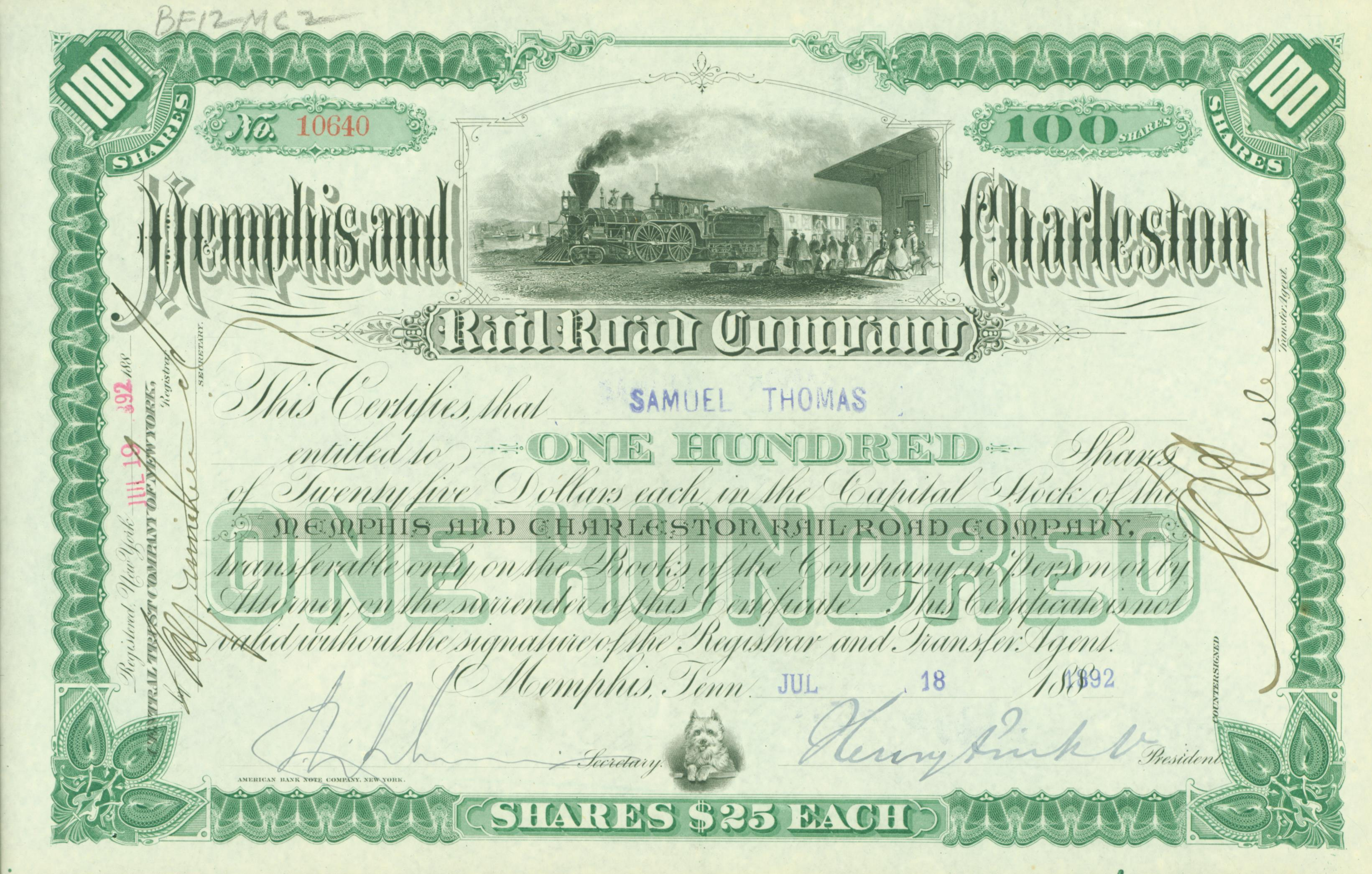
Aktie der Memphis and Charleston Rail Road Company vom 18. Juli 1892

Die 1857 fertiggestellte Memphis and Charleston Railroad war die erste Eisenbahngesellschaft in den USA, die mit ihrer Bahnstrecke den Mississippi River mit dem Atlantik verband. Sie wurde 1846 gegründet und führte von Memphis über Corinth (Mississippi) und Huntsville (Alabama) nach Stevenson (Alabama). Ab Stevenson führte sie über die Gleise der Nashville and Chattanooga Railroad nach Chattanooga (Tennessee). Dort gab es über Atlanta Anschluss nach Charleston (South Carolina). Wie die meisten anderen Bahnen des Südens war auch sie eine Breitspurlinie mit 1524 mm Spurweite.
Zwischen Tuscumbia und Decatur (Alabama) führte die Route über bestehende Gleise der 1850 übernommenen Decatur-Courtland-Tuscumbia Railroad. Diese Bahn war die erste Gesellschaft, die westlich der Appalachen eine Strecke eröffnete.
Als der Bürgerkrieg 1861 ausbrach, wurde die Bahnlinie strategisch bedeutsam, da sie die einzige durchgehende Ost-West-Verbindung der Konföderierten bis zum Mississippi war. Sie war besonders während der Schlacht von Shiloh von Bedeutung. Am Morgen des 11. April 1862 eroberten Unionstruppen unter General Mitchel Huntsville, wodurch die Bahn für die Konföderierten unbrauchbar wurde.
Die Memphis and Charleston Railroad ging in die 1894 gegründete Southern Railway auf. Die Strecke ist auch heute noch in Betrieb und gehört zu deren Nachfolgegesellschaft, der Norfolk Southern Railway.